# Стрий (родич)
Стрий, пестл. стри́йко, стрик — брат батька. Слово в родовому відмінку (стръя) трапляється у древніх літописах Київської Русі.

## В інших слов'янських мовах. Етимологія
Подібне слово наявне у всіх слов'янських мовах: хорв. strica, чеськ. strýc, болг. і мак. стрико, серб. стри́ко, стри̑ц/striko, stric, словац. strýс, strýko, словен. stríc, пол. stryj, stryjek, верх.-луж. tryk, рос. діал. строй. Праслов'янське *stryjь можливо, походить від пра-і.є. *ptruᵘ̯io-, яке зводиться до нульового ступеня праіндоєвропейської основи *ph₂tḗr («батько») і споріднене з лат. patruus («брат батька»), авест. tūirya- (так само), дав.-інд. pítṛvyas (так само), грец. πάτρως (так само), гот. fatureo, fetiro (так само), нім. Vetter («кузен», «двоюрідний брат»). Згідно з іншою версією, споріднене з лит. strūjus («дід»), дав.-ірл. sruith («старий», «шановний»), кімр. strutiu.

## У літописах
Згадується в Іпатіївському літопису (у формі строй, аналогічній російській діалектній):
|  | Святослав не хотів проти вуя свого Ізяслава воювати, але, побоюючись стрия Святослава, не смів від нього відстати. Оригінальний текст (ст.-слов.) ...Святославъ же не хотяше отступити от уя своего Изяслава, но неволею ѣха, строя своего дѣля Святослава Олговича |